# Hollingworth-Kliffs
Die Hollingworth-Kliffs sind eine Reihe von Kliffs im ostantarktischen Coatsland. In den Herbert Mountains der Shackleton Range ragen sie südlich des Mount Absalom auf.
Erste Luftaufnahmen fertigte die United States Navy im Jahr 1967 an. Der British Antarctic Survey nahm zwischen 1968 und 1971 Vermessungen vor. Das UK Antarctic Place-Names Committee benannte sie 1972 nach dem britischen Geologen Sydney Ewart Hollingworth (1899–1966) vom University College London, einem Experten für die Geologie des Pleistozän im Nordwesten Englands.